# 아우디 필드
아우디 필드(Audi Field)는 미국 워싱턴 D.C에 위치한 2018년 개장한 축구 전용 경기장이다. MLS의 D.C. 유나이티드와 UFL의 DC 디펜더스의 홈구장으로 사용하고이다.
| MLS 올스타전 개최 경기장 |                    |                 |
| 2022년                   | 2023년 아우디 필드 | 2024년          |
| 알리안츠 필드            | 2023년 아우디 필드 | 로우어닷컴 필드 |
|                          |                    |                 |
|                          |                    |                 |

## 같이 보기
- 축구 경기장